# Waldemar Holberg
Waldemar Holberg (* 29. Mai 1883 in Kopenhagen, Dänemark; † 16. März 1947 ebenda) war ein dänischer Boxer im Weltergewicht. 

## Profikarriere
Seinen Debütkampf verlor er am 1. Dezember 1908 gegen Jim Smith nach Punkten. Am 1. Januar 1914 errang Holberg den linearen Weltmeistertitel, als er Ray Bronson über 20 Runden nach Punkten bezwingen konnte.
Allerdings verlor er diesen Titel bereits in seinem nächsten Fight am 24. desselben Monats an Tom McCormick in einem auf 20 Runden angesetzten Gefecht durch Disqualifikation in der 6. Runde.
Im Jahr 1921 beendete Waldemar Holberg seine Karriere.